# Neogalea sunia
Genre
Espèce
Neogalea sunia est la seule espèce du genre monotypique Neogalea, qui fait partie des lépidoptères (papillons) de la famille des Noctuidae et de la sous-famille des Cuculliinae (ou des Noctuinae selon les classifications).